# Jacek Fredro
Jacek Fredro herbu Bończa (ur. 1760 w Hoczwi, zm. 8 lutego 1828) – członek Rządu Centralnego Wojskowego Tymczasowego Obojga Galicji w 1809, członek Stanów Galicyjskich, wicemarszałek krajowy galicyjski 1817, strażnik wielki sreber koronnych galicyjskich 1825, strażnik wielki galicyjski.

## Życiorys
Urodził się w rodzinie Józefa Fredry (s. Antoniego), chorążego łomżyńskiego i Teresy z Urbańskich (jej pierwszym mężem był Józef Butler, a trzecim Józef  Bobowski), dziedziczki wsi Rudki i Cisna. Brat kanonika Konstantego, Elżbiety i Zofii Fredrów; przyrodni brat sióstr Butlerówien: Józefy (zamężna za Krzysztofem Niemirowiczem-Szczyttem), Anny (zamężna za Janem Wisłockim) i Antoniny (zamężna za Kazimierzem Ossolińskim).
Dziedzic klucza Rudki, Beńkowej Wiszni, Nowosiółek, Rabego, Cisny i wielu innych.
W 1810 wykorzystując w Cisnej złoża rudy żelaza, założył w tej miejscowości hutę, tzw. fryszerkę, produkującą narzędzia rolnicze, garnki i piece. Surowcem dla huty była uboga ruda darniowa, występująca na stokach Hyrlatej.
W 1822 otrzymał dziedziczny tytuł hrabiego austriackiego (prawdopodobnie nie do końca uczciwie).
Mąż hrabianki Marianny Dembińskiej herbu Rawicz, ojciec Aleksandra Fredry – słynnego komediopisarza i Henryka Emiliana Fredro (dyrektora zakładu ociemniałych we Lwowie, dziedzica Cisnej); gen. Jana Maksymiliana (zm. 1845); Edwarda (szambelana austriackiego); Seweryna (dziedzica Nowosiółek); Juliana (bezpotomnego). Miał też trzy córki; Cecylię, Konstancję i Ludwikę.